# Sousceyrac
Sousceyrac är en kommun i departementet Lot i regionen Occitanien i södra Frankrike. Kommunen ligger i kantonen Sousceyrac som tillhör arrondissementet Figeac. År 2018 hade Sousceyrac 818 invånare.

## Befolkningsutveckling
Antalet invånare i kommunen Sousceyrac
| Referens: INSEE |